# Grammy Award para Melhor Performance de Rock Instrumental
Prêmio Grammy de Melhor Performance de Rock Instrumental (do inglês: Grammy Award of Best Rock Instrumental) é uma categoria apresentada no Grammy Awards, uma cerimônia criada em 1958 e originalmente denominada de Gramophone Awards, que presenteia artistas pela qualidade de álbuns ou canções de rock instrumental. As várias categorias são apresentadas anualmente pela National Academy of Recording Arts and Sciences dos Estados Unidos em "honra da realização artística, proficiência técnica e excelência global na indústria da gravação, sem levar em conta as vendas de álbuns ou posições nas paradas musicais."
O maior vencedor nesta categoria é Jeff Beck, com seis premiações. Joe Satriani é o recordista com "maior numero de indicações sem ter ganho nenhuma vez", com quatorze indicações e nenhuma conquista.
Em 2012, esta categoria foi dividida em 2: Best Rock Performance e Best Hard Rock/Metal Performance

## Tabela de vencedores e indicados
| Ano  | Banda/Artista(s)                                                                                         | Nacionalidade                         | Trabalho (Canção/Álbum)                                                                 | Indicados                                                                | Ref.   |
| ---- | --- | ------------------------------------- | --------------------------------------------------------------------------------------- | ------------------------------------------------------------------------ | ------ |
| 1980 | Paul McCartney and Wings                                                                                 | Reino Unido · Estados Unidos          | "Rockestra Theme"                                                                       | - Frank Zappa – "Rat Tomago"                                             | [ 3 ]  |
| 1981 | The Police                                                                                               | Reino Unido                           | "Reggatta de Blanc"                                                                     | - The Pretenders – "Space Invader"                                       | [ 4 ]  |
| 1982 | The Police                                                                                               | Reino Unido                           | "Behind My Camel"                                                                       | - Rush – "YYZ"                                                           | [ 5 ]  |
| 1983 | A Flock of Seagulls                                                                                      | Reino Unido                           | "D.N.A."                                                                                | - Van Morrison – "Scandinavia"                                           | [ 6 ]  |
| 1984 | Sting | Reino Unido                           | "Brimstone and Treacle"                                                                 | - Stevie Ray Vaughan and Double Trouble – "Rude Mood"                    | [ 7 ]  |
| 1985 | Yes | Reino Unido                           | "Cinema"                                                                                | - Stevie Ray Vaughan and Double Trouble – "Voodoo Child (Slight Return)" | [ 8 ]  |
| 1986 | Jeff Beck                                                                                                | Reino Unido                           | "Escape"                                                                                | - Stevie Ray Vaughan and Double Trouble – "Say What!!"                   | [ 9 ]  |
| 1987 | Art of Noise and Duane Eddy                                                                              | Reino Unido · Estados Unidos          | "Peter Gunn"                                                                            | - Yes – "Amazing Grace"                                                  | [ 10 ] |
| 1988 | Frank Zappa                                                                                              | Estados Unidos                        | Jazz from Hell                                                                          | - Stevie Ray Vaughan and Dick Dale – "Pipeline"                          | [ 11 ] |
| 1989 | Carlos Santana                                                                                           | México · Estados Unidos               | Blues for Salvador                                                                      | - Frank Zappa – Guitar                                                   | [ 12 ] |
| 1990 | Jeff Beck, Terry Bozzio and Tony Hymas                                                                   | Reino Unido · Estados Unidos          | Jeff Beck's Guitar Shop                                                                 | - Stevie Ray Vaughan and Double Trouble – "Travis Walk"                  | [ 13 ] |
| 1991 | Vaughan Brothers[I]                                                                                      | Estados Unidos                        | "D/FW"                                                                                  | - Steve Vai – Passion and Warfare                                        | [ 14 ] |
| 1992 | Eric Johnson                                                                                             | Estados Unidos                        | "Cliffs of Dover"                                                                       | - Yes – "Masquerade"                                                     | [ 15 ] |
| 1993 | Stevie Ray Vaughan and Double Trouble                                                                    | Estados Unidos                        | "Little Wing"                                                                           | - Joe Satriani – The Extremist                                           | [ 16 ] |
| 1994 | Steve Vai                                                                                                | Estados Unidos                        | "Sofa"                                                                                  | - Tangerine Dream – "Purple Haze"                                        | [ 17 ] |
| 1995 | Pink Floyd                                                                                               | Reino Unido                           | "Marooned"                                                                              | - Joe Satriani – "All Alone"                                             | [ 18 ] |
| 1996 | The Allman Brothers Band                                                                                 | Estados Unidos                        | "Jessica"                                                                               | - Steve Vai – "Tender Surrender"                                         | [ 19 ] |
| 1997 | Jimmie Vaughan, Eric Clapton, Bonnie Raitt, Robert Cray, B.B. King, Buddy Guy, Dr. John, and Art Neville | Estados Unidos · Reino Unido          | "SRV Shuffle"                                                                           | - Edward and Alex Van Halen – "Respect the Wind"                         | [ 20 ] |
| 1998 | The Chemical Brothers                                                                                    | Reino Unido                           | "Block Rockin' Beats"                                                                   | - Steve Vai – "For the Love of God"                                      | [ 21 ] |
| 1999 | Pat Metheny Group                                                                                        | Estados Unidos                        | "The Roots of Coincidence"                                                              | - Jimmie Vaughan – "The Ironic Twist"                                    | [ 22 ] |
| 2000 | Santana and Eric Clapton                                                                                 | México · Estados Unidos · Reino Unido | "The Calling"                                                                           | - Steve Vai – "Windows to the Soul"                                      | [ 23 ] |
| 2001 | Metallica, Michael Kamen and The San Francisco Symphony                                                  | Estados Unidos                        | "The Call of Ktulu"                                                                     | - Joe Satriani – "Until We Say Goodbye"                                  | [ 24 ] |
| 2002 | Jeff Beck                                                                                                | Reino Unido                           | "Dirty Mind"                                                                            | - Steve Vai – "Whispering a Prayer"                                      | [ 25 ] |
| 2003 | The Flaming Lips                                                                                         | Estados Unidos                        | "Approaching Pavonis Mons by Balloon (Utopia Planitia)"                                 | - Slash – "Love Theme from The Godfather"                                | [ 26 ] |
| 2004 | Jeff Beck                                                                                                | Reino Unido                           | "Plan B"                                                                                | - Steve Vai – "Essence"                                                  | [ 27 ] |
| 2005 | Brian Wilson                                                                                             | Estados Unidos                        | "Mrs. O'Leary's Cow"                                                                    | - Steve Vai – "Whispering a Prayer"                                      | [ 28 ] |
| 2006 | Les Paul and Friends                                                                                     | Estados Unidos                        | "69 Freedom Specials"                                                                   | - Steve Vai – "Lotus Feet"                                               | [ 29 ] |
| 2007 | The Flaming Lips                                                                                         | Estados Unidos                        | "The Wizard Turns On... The Giant Silver Flashlight and Puts on His Werewolf Moccasins" | - Joe Satriani – "Super Colossal"                                        | [ 30 ] |
| 2008 | Bruce Springsteen                                                                                        | Estados Unidos                        | "Once Upon a Time in the West"                                                          | - Steve Vai – "The Attitude Song"                                        | [ 31 ] |
| 2009 | Zappa Plays Zappa featuring Steve Vai and Napoleon Murphy Brock                                          | Estados Unidos                        | "Peaches en Regalia"                                                                    | - Rush – "Hope (Live for The Art of Peace)"                              | [ 32 ] |
| 2010 | Jeff Beck                                                                                                | Reino Unido                           | "A Day in the Life"                                                                     | - Steve Vai – "Now We Run"                                               | [ 33 ] |
| 2011 | Jeff Beck                                                                                                | Reino Unido                           | "Hammerhead"                                                                            | - Dweezil Zappa – "The Deathless Horsie"                                 | [ 34 ] |

↑[I] Vaughan Brothers consiste em Jimmie & Stevie Ray Vaughan.

## Ligações Externas
- «Página oficial» (em inglês)